# Ignaz Baldauf

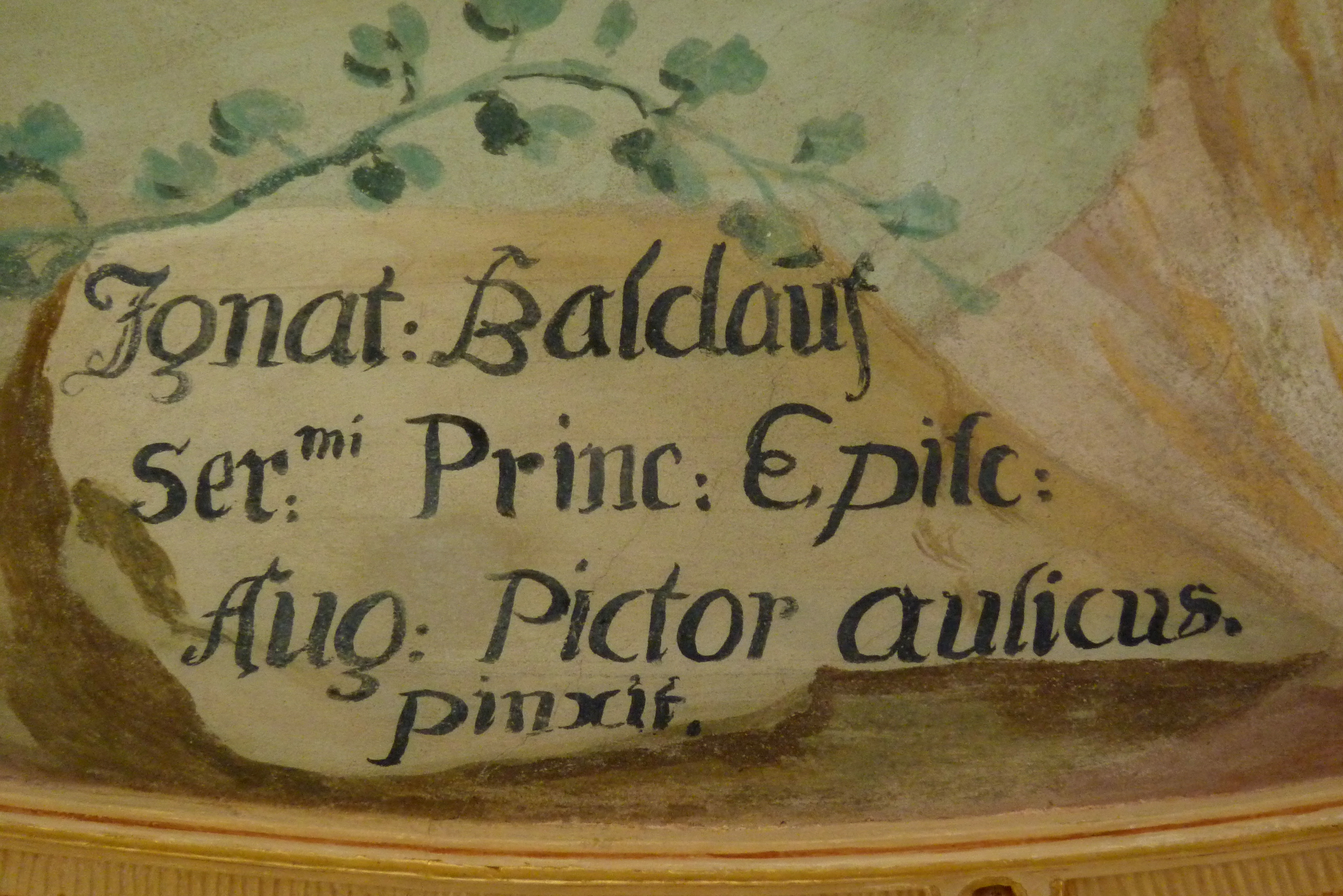
Signatur von Ignaz Baldauf in der Pfarrkirche St. Stephan in Altenbaindt

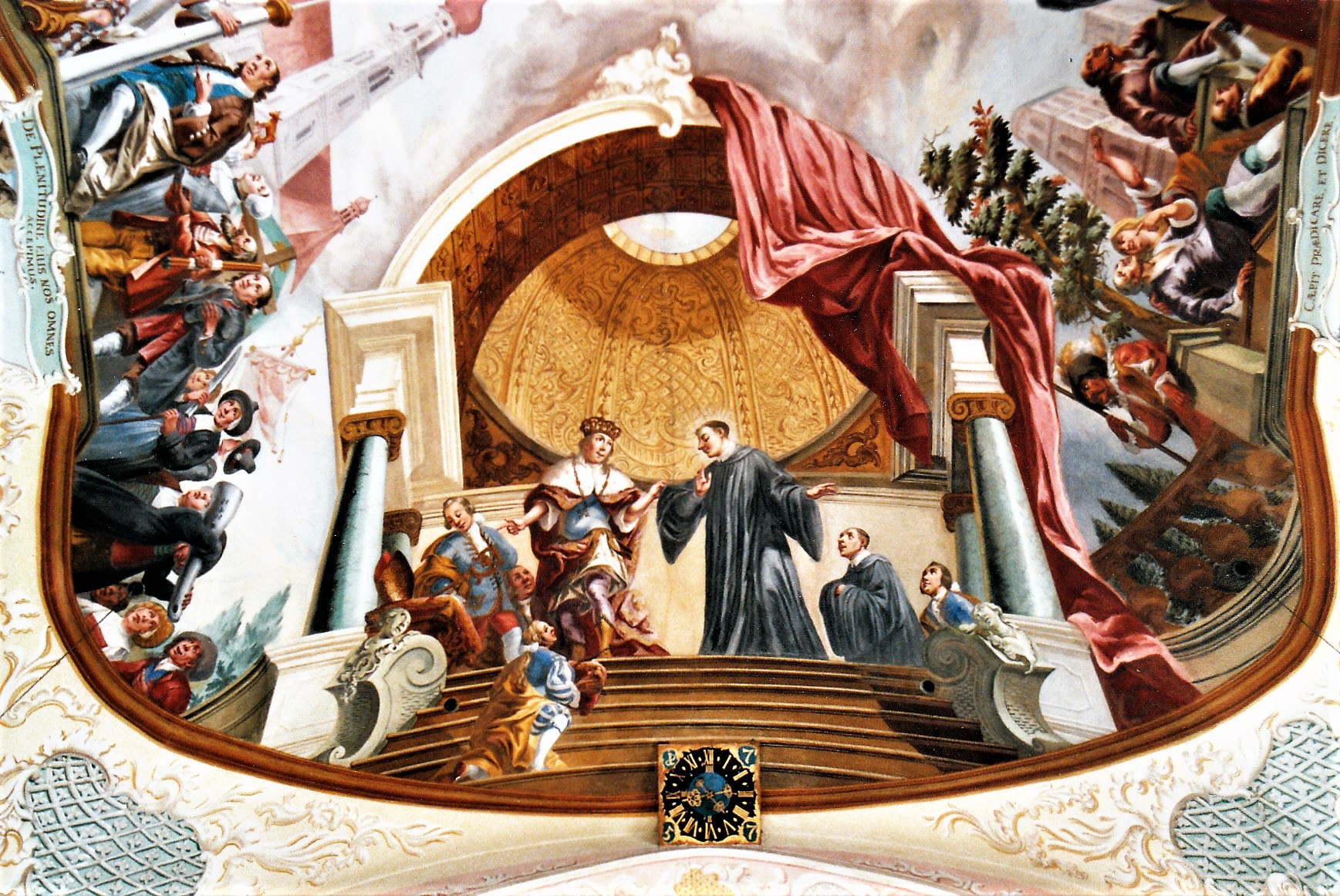
Deckenfresko in Inchenhofen

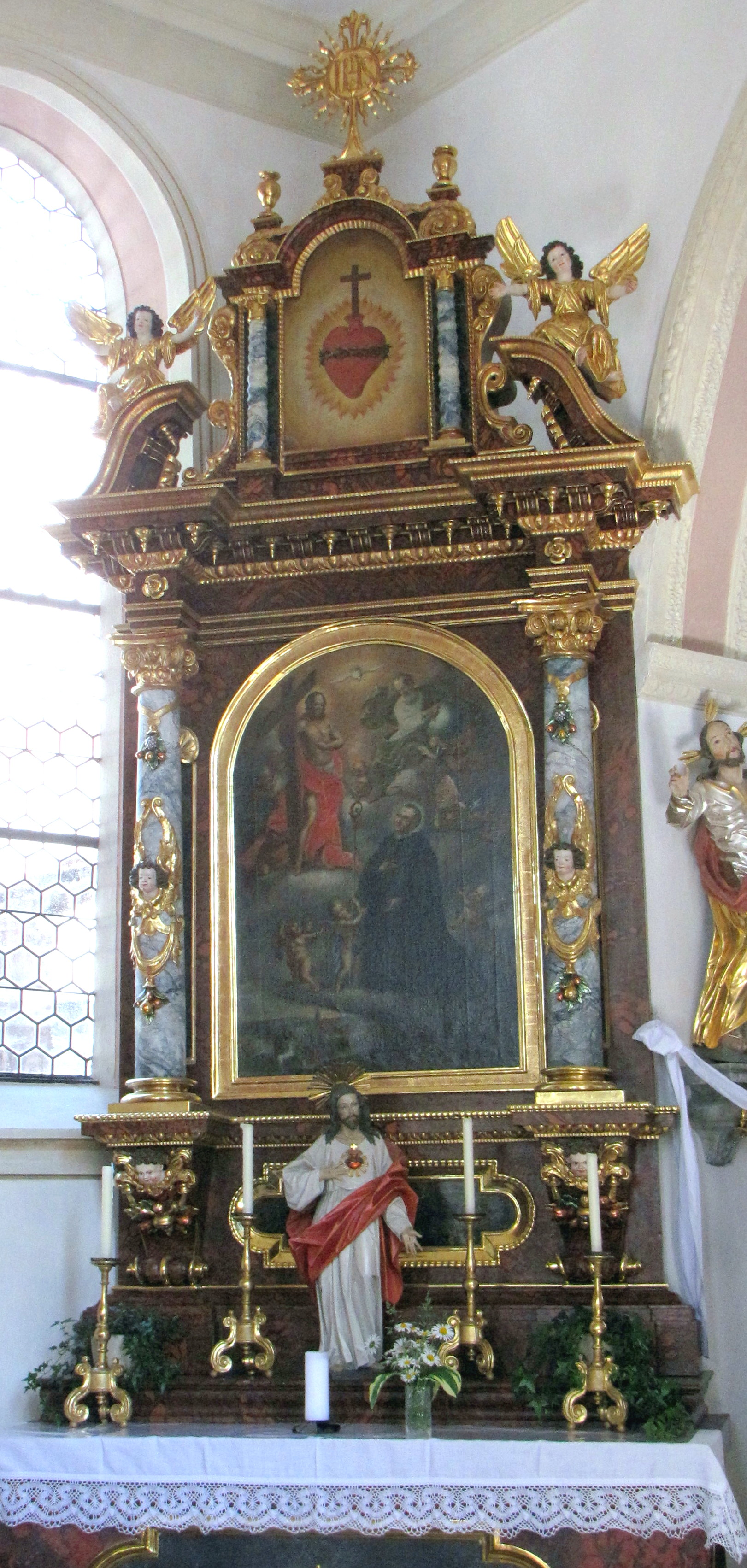
Altarbild mit dem Hl. Leonhard in Thalhofen

Ignaz Baldauf (getauft am 17. Oktober 1715 in Inchenhofen; † 7. März 1795 ebenda) war ein deutscher Rokoko-Maler.

## Leben
Ignaz Baldauf wird der Augsburger Schule zugerechnet. Sein Lehrer war der spätere Leiter der Augsburger Kunstakademie Matthäus Günther. 1755 wurde er zum Hofmaler des Fürstbischofs von Augsburg ernannt.
Am 6. August 1742 heiratete Ignaz Baldauf in Oberdorf die Oberdorferin Maria Barbara Schmid.  Drei Kinder wurden dem Ehepaar in Oberdorf geboren (Ignaz Josef am 9. Oktober 1744, Maria Kreszentia am 9. Oktober 1746 und Maria Rosa am 8. August 1748). Bei der Geburt des vierten Kindes am 20. April 1750 starben Mutter und Kind. Während seines Aufenthalts in Oberdorf erhielt Baldauf den Zuschlag für die Fassung des Hochaltars in St. Martin. (Nach dem Akkord vom März 1745 bekam Baldauf für seine Arbeit 700 Gulden). Außerdem malte er auch ein Seitenaltarblatt für die Pfarrkirche von Thalhofen.
Als größtes und bedeutendstes Werk Baldaufs gelten die Deckengemälde in der Wallfahrtskirche St. Leonhard seiner Heimatgemeinde.
Ignaz Baldauf arbeitete vorwiegend in altbairischen Kirchen und Kapellen. In der Stadt Aichach ist eine Straße nach ihm benannt.

## Bekannte Werke (Auswahl)
- Seitenaltarbilder der Hofmarkskirche St. Peter in Sandizell
- Deckengemälde der Schlosskapelle von Wasserschloss Sandizell
- Seitenaltarbilder von St. Maria im Kloster Fürstenfeld
- Deckenfresken in der Augustiner-Chorherrenstiftskirche von Kloster Schlehdorf
- Deckengemälde in St. Alban in Lauterbach bei Altomünster
- Seeschlacht von Lepanto in St. Martin in Unterwössen
- Fresken im Chor der Pfarrkirche Mariä Heimsuchung in Willprechtszell (1747)
- um 1770/80 Chorfresken in der Pfarrkirche St. Johannes Baptist in Alsmoos
- 1787 Altarbilder der Chorseitenaltäre in der Pfarrkirche St. Johannes Baptist in Alsmoos